# Attentato a Beit She'an (1974)
L'attentato a Beit She'an del 1974, avvenuto il 19 novembre 1974, fu un raid di una squadra di tre militanti palestinesi, appartenenti all'organizzazione militante comunista del Fronte Democratico per la Liberazione della Palestina, nella città israeliana di Beit She'an.
Quattro civili vennero uccisi durante l'evento e più di 20 rimasero feriti. I tre aggressori vennero uccisi dalle forze speciali israeliane.

## L'attacco

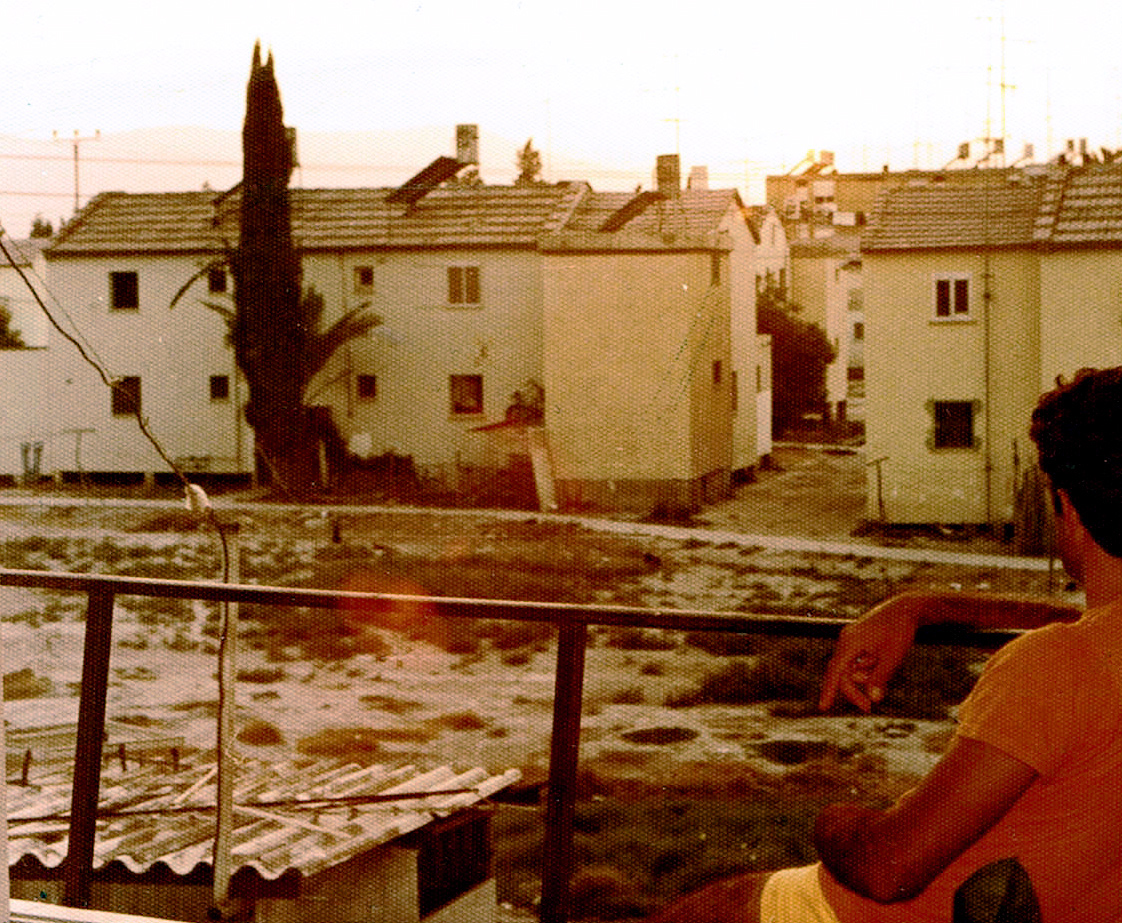
Tipico quartiere di Beit She'an alla fine degli anni 1970.

Martedì 19 novembre 1974, tre militanti palestinesi che si infiltrarono in Israele dalla Giordania travestiti da operai. La squadra militante arrivò nella città di Beit She'an, nel nord di Israele, ed entrò in un edificio di 4 piani nel quartiere di Eliyahu. I militanti erano equipaggiati con AK-47, granate, bombe, asce, oltre a un altoparlante e volantini per i negoziati con le forze di sicurezza israeliane.
Inizialmente i militanti spararono attraverso le porte dell'appartamento colpendo Mazal Edry, morta in seguito a causa delle ferite riportate nella tromba delle scale. Poi la squadra fece irruzione nell'appartamento della famiglia Bibas che viveva al terzo piano. Dopo aver ucciso la madre di famiglia, lanciarono granate dalle finestre, chiedendo il rilascio dei loro compagni dalle carceri israeliane. Durante l'evento, i tre bambini della famiglia Bibas, saltarono fuori dall'appartamento dalla finestra del terzo piano, riportando solo lievi ferite. Jean Pierre Alimi, un residente del quartiere, venne ucciso dai militanti mentre aiutava a evacuare i feriti.
Le persone evacuate dall'edificio allertarono la polizia di frontiera che poco dopo circondò l'edificio. Si tentò di negoziare con i militanti. L'IDF iniviò una squadra dell'élite delle forze speciali Sayeret Matkal, che comprendeva Muki Betser, Shay Avital e Nehemiah Tamari. Dopo che i negoziati fallirono, la squadra di Sayeret Matkal fece irruzione nell'edificio e uccise i tre militanti in uno scontro a fuoco. Durante lo scontro a fuoco, il padre della famiglia Bibas venne ucciso.
Durante l'intero evento circa 20 civili israeliani rimasero feriti, molti dei quali bambini che saltarono fuori dalle finestre del loro appartamento per salvare le loro vite.

### Vittime
- Mazal Edry, 42 anni, di Beit She'an;[2]
- Jean Pierre Alimi, 37 anni, di Beit She'an;[3]
- Zohar Bibas, 53 anni, di Beit She'an;[4]
- Yehuda Bibas, 53 anni, di Beit She'an.[5]

## Gli autori
Dopo l'attacco, l'organizzazione militante palestinese Fronte Democratico per la Liberazione della Palestina rivendicò l'attacco. Prima di questo attacco, l'organizzazione aveva già eseguito diversi importanti attacchi contro obiettivi israeliani, tra cui il massacro dello scuolabus di Avivim e il massacro di Ma'alot.

## Conseguenze
Dopo che i militanti vennero uccisi, una grande folla di gente del posto si radunò intorno all'edificio. La polizia e le forze dell'IDF sul posto non riuscirono a fermarli mentre i residenti entrarono nell'appartamento e gettarono i corpi dei militanti fuori dalla finestra. La folla inferocita versò benzina sui corpi e li incendiò. Il maltrattamento dei corpi dei militanti venne poi condannato dal ministro Shimon Peres e dal rabbino Shlomo Goren che parteciparono ai funerali delle vittime.
Anni dopo l'evento un viale a Beit She'an venne chiamato "Shderat HaArba'ah" ("Il viale dei quattro") in memoria delle vittime dell'attacco.